# 藤岡市立西中学校
藤岡市立西中学校(ふじおかしりつにしちゅうがっこう)は、群馬県藤岡市上大塚にある公立中学校。

## 沿革
- 1974年（昭和49年）- 日野東中学校、平井中学校、美土里中学校を廃止し統合。藤岡市立西中学校を設立。
- 1981年（昭和56年）- 校旗、校歌制定式典

## 学校目標

### 教育目標
1. 自ら学び自ら考える生徒
2. 心豊かで思いやりのある生徒
3. 健康でたくましい生徒

### 克己・気迫・尊重
学校のスローガンとして掲げている。体育館に

### ５つのいっぱい運動
とある代の校長が始めたもう一つの学校目標。

## 校区
- 藤岡市立美土里小学校
- 藤岡市立平井小学校
- 藤岡市立日野小学校